# Juan Carlos Docabo
Juan Carlos Docabo (Buenos Aires, Argentina, 14 de diciembre de 1970) es un exfutbolista argentino que jugó para San Lorenzo de Almagro, Vélez Sársfield, Deportes Temuco, Atlético Junior, Perugia, Chacarita Juniors, Estudiantes y Banfield. Se retiró en 2010.
Con Vélez estuvo en el plantel en la Copa Libertadores de América en 1994.
Jugando por Deportes Temuco en 1995 logró el Cuarto Lugar de la Primera División y participó en la Liguilla Pre-Libertadores (Chile).
Jugó 140 partidos en su tierra natal, Argentina y en el extranjero jugó 84 partidos.
Actualmente es preparador de arqueros. Fue arquero suplente de Carlos Ángel Roa y de tercer arquero de José Miguel Zavaelavd en el seleccionado argentino en el Campeonato Preolímpico Paraguay 1992 Sub-23 clasificatorio para los Juegos Olímpicos de Barcelona (España) en dicho año.

## Clubes
| Club                    | País      | Año       |
| ----------------------- | --------- | --------- |
| San Lorenzo             | Argentina | 1989-1991 |
| Vélez Sarsfield         | Argentina | 1991-1994 |
| Deportes Temuco         | Chile     | 1995-1996 |
| Perugia Calcio          | Italia    | 1997-1998 |
| Vélez Sarsfield         | Argentina | 1998-2000 |
| San Lorenzo             | Argentina | 2003-2004 |
| Estudiantes de La Plata | Argentina | 2005-2006 |
| Banfield                | Argentina | 2006-2007 |
| Chacarita Juniors       | Argentina | 2008-2010 |